# アルバート・トゥメノフ
アルバート・トゥメノフ（ロシア語: Альберт Туменов, ラテン文字転写: Albert Tumenov、1991年12月26日 - ）は、ロシアの男性総合格闘家。カバルダ・バルカル自治ソビエト社会主義共和国チェレクスキー地区出身。アメリカン・トップチーム所属。現ACAウェルター級王者。アルバート・トメノフとも表記される。

## 来歴
父の指導で6歳から空手とボクシングを始め、モスクワ大学進学後の18歳の時にプロ総合格闘技デビュー。

### UFC
2014年2月15日、UFC初参戦となったUFC Fight Night: Machida vs. Mousasiでイルデマール・アルカンタラと対戦し、1-2の判定負けを喫した。
2015年10月3日、UFC 192でアラン・ジョウバンと対戦し、パンチラッシュでTKO勝ち。パフォーマンス・オブ・ザ・ナイトを受賞した。
2016年1月2日、UFC 195でロレンズ・ラーキンと対戦し、2-1の判定勝ち。この勝利を受けて、世界ウェルター級ランキングの13位にランクインされた。
2016年5月8日、UFC Fight Night: Overeem vs. Arlovskiでグンナー・ネルソンと対戦し、ネッククランクで一本負け。
2016年10月8日、UFC 204でレオン・エドワーズと対戦し、リアネイキドチョークで一本負け。この試合がUFCとの契約最後の試合で、トゥメノフは再契約を断りUFCを離脱した。

### ACB / ACA
2018年9月8日、ACB 89のACBウェルター級王座決定戦でシロ・ホドリゲスと対戦し、3RにパウンドでTKO勝ち。王座獲得に成功した。
2019年4月27日、ACA 95のACAウェルター級タイトルマッチで挑戦者ムラッド・アブドゥラエフと対戦し、3-0の判定勝ち。初防衛に成功した。
2019年11月29日、ACA 102のACAウェルター級タイトルマッチで挑戦者ベスラン・ウシュコフと対戦し、2RにKO勝ち。2度目の防衛に成功した。

## 人物・エピソード
- ニックネームの「アインシュタイン」は、名前がアルバート（Albert）だったため、子供の頃クラスメイトにからかわれて呼ばれていたもの[1]。
- 同じく総合格闘家でボクシングユース世界チャンピオンのビバート・トゥメノフは従兄弟。

## 戦績
| 総合格闘技 戦績 | 総合格闘技 戦績 | 総合格闘技 戦績 | 総合格闘技 戦績 | 総合格闘技 戦績 | 総合格闘技 戦績 | 総合格闘技 戦績 |
| --------------- | --------------- | --------------- | --------------- | --------------- | --------------- | --------------- |
| 26 試合         | (T)KO           | 一本            | 判定            | その他          | 引き分け        | 無効試合        |
| 22 勝           | 14              | 0               | 8               | 0               | 0               | 0               |
| 4 敗            | 0               | 2               | 2               | 0               | 0               | 0               |

| 勝敗 | 対戦相手                   | 試合結果                            | 大会名                                                               | 開催年月日     |
| ○    | ベスラン・ウシュコフ       | 2R 3:12 KO                          | ACA 102: Tumenov vs. Ushukov 【ACAウェルター級タイトルマッチ】       | 2019年11月29日 |
| ○    | ムラッド・アブドゥラエフ   | 5分5R終了 判定3-0                   | ACA 95: Tumenov vs. Abdulaev 【ACAウェルター級タイトルマッチ】       | 2019年4月27日  |
| ○    | シロ・ホドリゲス           | 3R 4:53 KO（パウンド）              | ACB 89: Abdul-Aziz vs. Bagov 【ACBウェルター級王座決定戦】           | 2018年9月8日   |
| ○    | ナー＝ション・バレル       | 5分3R終了 判定3-0                   | ACB 80: Burrell vs. Tumenov                                          | 2018年2月16日  |
| ○    | イズマエウ・ジ・ジェズス   | 1R 0:46 KO（パンチ連打）            | ACB 61: Balaev vs. Bataev                                            | 2017年5月20日  |
| ×    | レオン・エドワーズ         | 3R 3:01 リアネイキドチョーク        | UFC 204: Bisping vs. Henderson 2                                     | 2016年10月8日  |
| ×    | グンナー・ネルソン         | 2R 3:15 ネッククランク              | UFC Fight Night: Overeem vs. Arlovski                                | 2016年5月8日   |
| ○    | ロレンズ・ラーキン         | 5分3R終了 判定2-1                   | UFC 195: Lawler vs. Condit                                           | 2016年1月2日   |
| ○    | アラン・ジョウバン         | 1R 2:55 TKO（スタンドパンチ連打）   | UFC 192: Cormier vs. Gustafsson                                      | 2015年10月3日  |
| ○    | ニコ・ムサケ               | 5分3R終了 判定3-0                   | UFC on FOX 14: Gustafsson vs. Johnson                                | 2015年1月24日  |
| ○    | マット・ドゥワイヤー       | 1R 1:03 KO（左ハイキック→パウンド） | UFC Fight Night: MacDonald vs. Saffiedine                            | 2014年10月4日  |
| ○    | アンソニー・ラプスリー     | 1R 3:56 KO（左フック）              | UFC Fight Night: Brown vs. Silva                                     | 2014年5月10日  |
| ×    | イルデマール・アルカンタラ | 5分3R終了 判定1-2                   | UFC Fight Night: Machida vs. Mousasi                                 | 2014年2月15日  |
| ○    | Yasubei榎本                | 1R 3:52 TKO（打撃）                 | Fight Nights: Battle of Moscow 13 【ウェルター級トーナメント 決勝】  | 2013年10月26日 |
| ○    | ローマン・ミロネンコ       | 1R 2:43 TKO（パンチ連打）           | Fight Nights: Battle of Moscow 12 【ウェルター級トーナメント 1回戦】 | 2013年6月21日  |
| ○    | ヴィスキャン・アミルハノフ | 1R 0:38 TKO（パンチ連打）           | Tech-Krep FC: Southern Front                                         | 2013年3月2日   |
| ○    | ラスール・ショフハロフ     | 1R 3:38 TKO（パンチ連打）           | MMA South Russian Championship                                       | 2012年12月8日  |
| ○    | ユーリ・コズロフ           | 1R 1:39 TKO（パンチ連打）           | MMA South Russian Championship                                       | 2012年9月23日  |
| ○    | アシャマズ・カニュコエフ   | 2R 2:05 KO（パンチ連打）            | PRB FCF MMA: Russian Championship                                    | 2012年8月24日  |
| ○    | カザヴァット・スレイマノフ | 5分3R終了 判定3-0                   | PRB FCF MMA: Russian Championship 【決勝】                           | 2012年6月8日   |
| ○    | イスラム・ダディロフ       | 1R 2:37 TKO（パンチ連打）           | PRB FCF MMA: Russian Championship 【1回戦】                          | 2012年6月8日   |
| ×    | ミュラド・アブドゥラエフ   | 5分2R終了 判定0-3                   | FCF: CIS Pro Tournament                                              | 2011年5月15日  |
| ○    | ゴーチャ・スモーヤン       | 5分3R終了 判定2-1                   | ProFC: Union Nation Cup 12                                           | 2011年1月22日  |
| ○    | サイード・ハリロフ         | 5分2R終了 判定3-0                   | ProFC: Union Nation Cup 11                                           | 2010年12月25日 |
| ○    | ヴァヘ・タデヴォシャン     | 5分2R終了 判定3-0                   | ProFC: Union Nation Cup 9                                            | 2010年10月22日 |
| ○    | カドザイク・アバドジャン   | 1R 2:02 TKO（パンチ連打）           | ProFC: Union Nation Cup 5                                            | 2010年2月13日  |

## 獲得タイトル
- PRB FCF MMA Russian Championship 優勝（2012年）
- Fight Nightsウェルター級王座（2013年）
- ACAウェルター級王座（2018年）

## 表彰
- UFC パフォーマンス・オブ・ザ・ナイト（1回）